# 사기한 미스터 허
"사기한 미스터 허"는 한국에서 제작된 이만희 감독의 1967년 영화이다. 허장강 등이 주연으로 출연하였고 장동휘 등이 제작에 참여하였다.

## 출연

### 주연
- 허장강
- 문정숙
- 이해룡
- 추석양

## 기타
- 조명: 윤창화
- 미술: 이봉선